# جهد عال

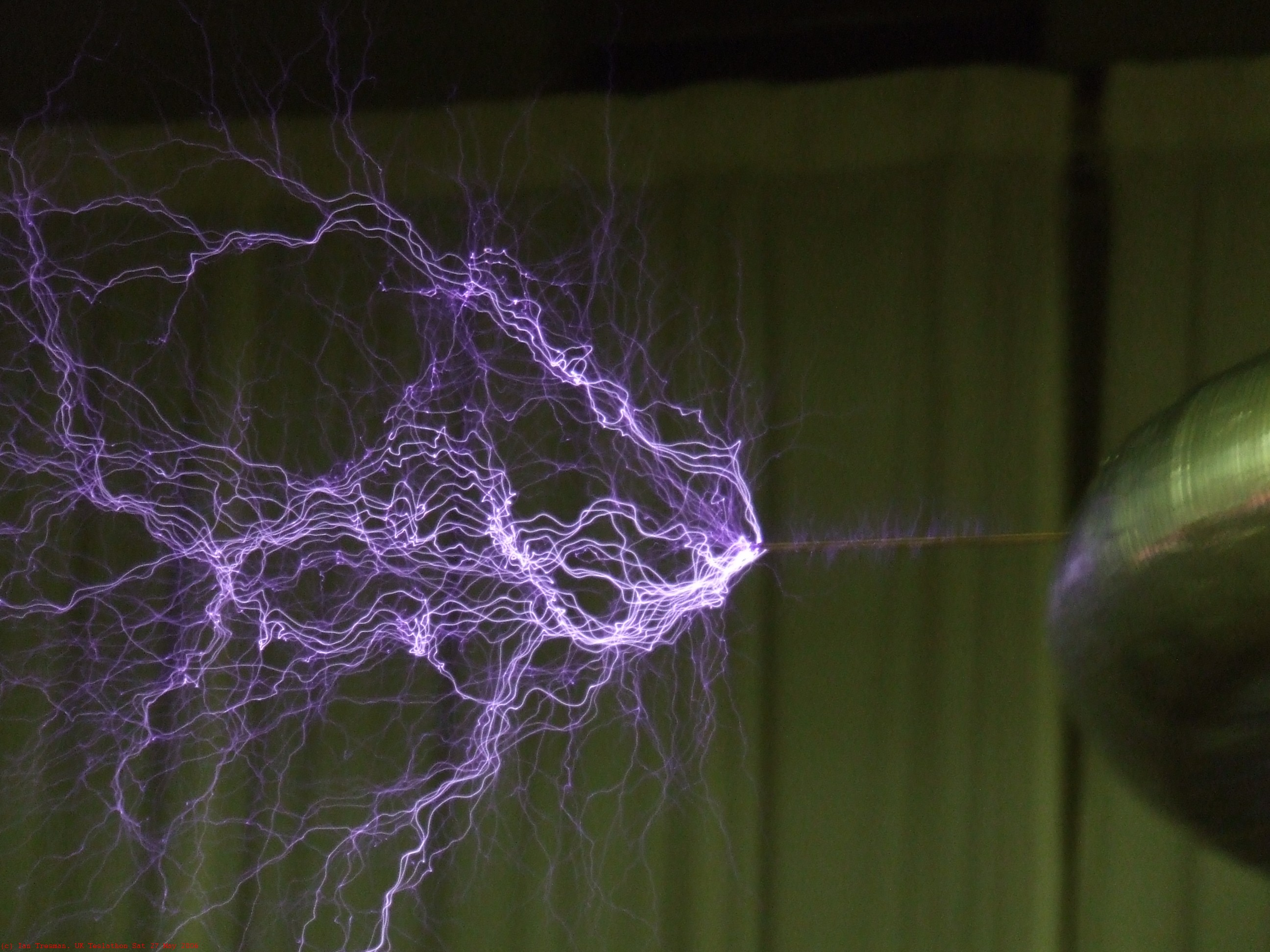
يمكن أن يؤدي الضغط العالي إلى انهيار كهربائي ينتج عنه تفريغ كهربائي كما توضح ذلك البلازما.

الجهد العالي (بالإنجليزية: High Voltage)‏ يطلق مصطلح تيار الجهد العالي المتردد أو الجهد العالي على الشبكات الكهربائية التي يستخدم التيار المتردد في نقل الطاقة الكهربائية، كما أن كلمة الجهد العالي بما تحمله من معنى يشير إلى ضرورة التعامل بنوع من الحذر ومن متطلبات للعازلية.
ويشير ارتفاع الكهرباء التيار الكهربائي إلى الجهد الكهربائي بما فيه الكفاية كبيرة للإصابة سبب أو أضرار. في بعض الصناعات، ويشير الجهد العالي إلى الجهد فوق عتبة معينة. تتطلب المعدات والموصلات التي تحمل جهدًا عاليًا متطلبات وإجراءات أمان خاصة.
يستخدم الجهد العالي في توزيع الطاقة الكهربائية، في أنابيب أشعة الكاثود، لتوليد الأشعة السينية وحزم الجسيمات، لإنتاج أقواس كهربائية، للإشعال، في الأنابيب المضاعفة الضوئية، وفي الأنابيب المفرغة للمضخم عالي الطاقة، وكذلك الصناعية الأخرى، التطبيقات العسكرية والعلمية.

## تعريف
الجهد الكهربائي يعرف على انه فرق في القوة الكهربية (الناجمة عن حركة الالكترونات) بين نقطتين في دائرة كهربائية.و وحدة قياس الفرق في الجهد هي الفولت، ويعرف الجهد العالي على انه كل جهد قيمته تتعدى 1000 فولت حسب اللجنة الكهروتقنية الدولية.
و التعريف الرقمي للجهد العالي يعتمد على سياق النقاش. حيث ان هناك عاملين رئيسيين في تصنيف الجهد العالي وهما إمكانية احداث شرارة في الهواء، ومخاطر الصدمة الكهربائية الناجمة من الملامسة أو الاقتراب. على هذين الأساسين يخضع جميع العاملون في مجال الكهرباء بشكل خاص والفنيون في المجالات الأخرى في الشركات الصناعية بشكل عام إلى تدريبات وامتحانات سنوية مقسمة إلى ثلاث مراتب بحسب الأولوية.
| نطاق الجهد IEC  | جهد جذر متوسط التربيع | جهد التيار المستمر | تحديد المخاطر |
| --------------- | --------------------- | ------------------ | ------------- |
| الجهد العالي    | ᐳ 1000                | ᐳ 1500             | قوس كهربائي   |
| الجهد المنخفض   | 50 إلى 1000           | 120 إلى 1500       | صدمة كهربائية |
| جهد إضافي منخفض | ᐳ 50                  | ᐳ 120              | خطر قليل      |

يعتمد التعريف العددي جهد عالي على السياق. هناك عاملان يؤخذان في الاعتبار عند تصنيف الجهد كجهد عالي، وهما إمكانية التسبب في شرارة في الهواء، وخطر الصدمة الكهربائية عن طريق الاتصال أو القرب.
تحدد اللجنة الكهروتقنية الدولية ونظيراتها الوطنية (رابطة الهندسة الكهربائية والتقنيات الإلكترونية وتقنيات المعلومات (جمعية الهندسة والتقنية، معهد مهندسي الكهرباء والإلكترونيات، رابطة الهندسة الكهربائية والتقنيات الإلكترونية وتقنيات المعلومات، إلخ.) الجهد العالي على أنه فوق 1000 الخامس للتيار المتردد، و1500 على الأقل V للتيار المباشر.
في الولايات المتحدة، تحدد الرابطة الوطنية لمصنعي الأجهزة الكهربائية (NEMA) الجهود الفولتية العالية بما يزيد عن 100 إلى 230 كيلو فولت. تعرف المواصفة القياسية البريطانية بس 7671 : 2008 الجهد العالي بأنه أي فرق جهد بين الموصلات أعلى من 1000 VAC أو 1500 تيار مستمر خالٍ من التموج، أو أي فرق جهد بين الموصل والأرض أعلى من 600 VAC أو 900 V العاصمة خالية من تموج.
قد يتم ترخيص كهربائيين فقط لفئات جهد معينة في بعض الولايات القضائية. على سبيل المثال، قد يُصرح بترخيص كهربائي لتجارة فرعية متخصصة مثل تركيب أنظمة التدفئة والتهوية وتكييف الهواء وأنظمة إنذار الحريق وأنظمة الدوائر التلفزيونية المغلقة لتركيب أنظمة تعمل بالطاقة حتى 30 فولت فقط بين الموصلات، وقد لا يُسمح لها بالعمل على دوائر الجهد الكهربائي. يمكن لعامة الناس أن يفكروا في الدوائر الكهربائية المنزلية (100 إلى 250 VAC)، والتي تحمل أعلى الجهود الفولتية التي تواجهها عادةً، تكون عالية الجهد .
يمكن أن تتسبب الجهود الفولتية التي تزيد عن 50 فولت تقريبًا في تدفق كميات خطيرة من التيار عبر الإنسان الذي يلمس نقطتين من الدائرة، لذا فإن معايير السلامة تكون أكثر تقييدًا حول هذه الدوائر.
في هندسة السيارات، يُعرَّف الجهد العالي بأنه جهد في المدى من 30 إلى 1000 VAC أو 60 إلى 1500 VDC.
يعتمد تعريف الجهد العالي الإضافي (EHV) مرة أخرى على السياق. في هندسة نقل الطاقة الكهربائية، يُصنف EHV كجهد في نطاق 345000-765000 فولت. في أنظمة الإلكترونيات، يُطلق على مصدر الطاقة الذي يوفر أكثر من 275000 فولت مصدر طاقة EHV، وغالبًا ما يستخدم في التجارب في الفيزياء. يمكن وصف الجهد المتسارع لأنبوب أشعة الكاثود التلفزيوني على أنه جهد عالٍ للغاية أو توتر شديد للغاية (EHT)، مقارنة بإمدادات الجهد الأخرى داخل الجهاز. يتراوح هذا النوع من التوريد من 5 كيلو فولت إلى حوالي 30 كيلو فولت.

## إنتاج
دائمًا ما تتضمن الشرارات الكهربائية الساكنة الشائعة في ظروف الرطوبة المنخفضة جهدًا أعلى بكثير من 700 فولت. على سبيل المثال، يمكن أن تتضمن شرارات أبواب السيارات في الشتاء جهدًا كهربائيًا يصل إلى 20000 خامسا.
يمكن للمولدات الكهروستاتيكية مثل مولد كهروسكوني ومولد فان دي غراف وآلة ويمشورست إنتاج الجهود الفولتية التي تقترب من مليون فولت، ولكنها تنتج عادةً تيارات منخفضة. تعمل ملفات الحث على تأثير flyback مما ينتج عنه جهد أكبر من نسبة المنعطفات مضروبة في جهد الدخل عادةً ما تنتج تيارات أعلى من الآلات الكهروستاتيكية، لكن كل مضاعفة لجهد الخرج المطلوب يضاعف الوزن تقريبًا بسبب كمية السلك المطلوبة في الملف الثانوي. وبالتالي، فإن توسيع نطاقها إلى الجهود الفولتية الأعلى عن طريق إضافة المزيد من لفات الأسلاك يمكن أن يصبح غير عملي. يمكن استخدام مولد كوكروفت والتون لمضاعفة الجهد الناتج عن ملف التعريفي. يولد التيار المستمر باستخدام مفاتيح الصمام الثنائي لشحن سلم من المكثفات. تستخدم ملفات تسلا الرنين وهي خفيفة الوزن ولا تتطلب أشباه موصلات.
أكبر شرارات مقياس هي تلك التي تنتج بشكل طبيعي عن طريق البرق يحمل صاعقة البرق السالب المتوسط تيارًا من 30 إلى 50 كيلو أمبير، وينقل شحنة مقدارها 5 كولوم، ويشتت 500 ميغا جول من الطاقة (120 كلغ من مادة تي إن تي، أو ما يكفي لإضاءة مصباح بقدرة 100 واط لمدة شهرين تقريبًا). ومع ذلك، فإن متوسط صاعقة البرق الموجب (من أعلى عاصفة رعدية) قد تحمل تيارًا من 300 إلى 500 كيلو أمبير، وتنقل شحنة تصل إلى 300 كولوم، ولها فرق جهد يصل إلى 1 جيجا فولت (مليار فولت)، وقد يتبدد 300 جيجا جول من الطاقة (72 طنًا من مادة تي إن تي، أو طاقة كافية لإضاءة لمبة 100 واط لمدة تصل إلى 95 عامًا). عادة ما تستمر ضربة البرق السلبية لعشرات الميكروثانية فقط، ولكن الضربات المتعددة شائعة. عادة ما تكون ضربة البرق الإيجابية حدثًا واحدًا. ومع ذلك، قد يتدفق تيار الذروة الأكبر لمئات من الألف من الثانية، مما يجعله أكثر نشاطًا من البرق السلبي.

## شرر في الهواء

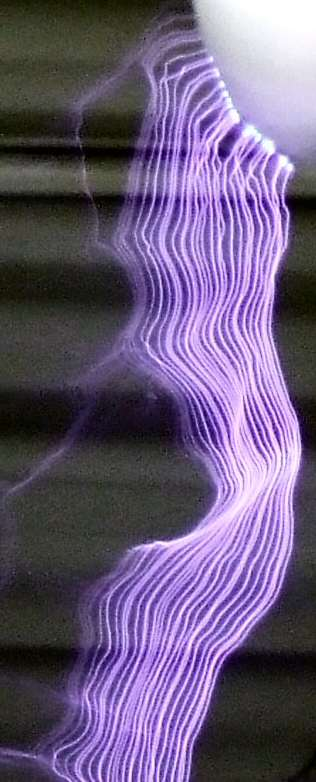
صورة تعرض طويلة لملف تسلا تُظهر التفريغ الكهربائي المتكرر

تبلغ قوة الانهيار العازل للهواء الجاف، عند درجة الحرارة والضغط القياسيين (STP)، بين الأقطاب الكروية حوالي 33 كيلو فولت / سم. هذا فقط كدليل تقريبي، لأن جهد الانهيار الفعلي يعتمد بشكل كبير على شكل وحجم القطب. غالبًا ما تنتج المجالات الكهربائية القوية (من الجهود الفولتية العالية المطبقة على الموصلات الصغيرة أو المدببة) تفريغ هالة بلون بنفسجي في الهواء، بالإضافة إلى شرارات مرئية. لا يمكن أن تنتج الجهود الفولتية التي تقل عن 500-700 فولت شرارات أو توهجات مرئية بسهولة في الهواء عند الضغط الجوي، لذا فإن هذه الجهود الفولتية بموجب هذه القاعدة تكون «منخفضة». ومع ذلك، في ظل ظروف الضغط الجوي المنخفض (كما هو الحال في الطائرات عالية الارتفاع)، أو في بيئة من الغازات النبيلة مثل الأرجون أو النيون، تظهر الشرر عند الجهود الفولتية المنخفضة. 500 إلى 700 فولت ليس حدًا أدنى ثابتًا لإنتاج شرارة انهيار، ولكنه قاعدة عامة. بالنسبة للهواء في STP، يبلغ الحد الأدنى لجهد الشرارة حوالي 327 فولت، كما أشار فريدريش باشن.
في حين أن الجهود الفولتية المنخفضة، بشكل عام، لا تقفز من فجوة موجودة قبل تطبيق الجهد، فإن مقاطعة تدفق التيار الحالي مع وجود فجوة غالبًا ما ينتج عنها شرارة أو قوس منخفض الجهد. عندما يتم فصل جهات الاتصال، تصبح بعض نقاط الاتصال الصغيرة آخر ما يتم فصله. يصبح التيار مقيدًا بهذه البقع الساخنة الصغيرة، مما يجعلها متوهجة، بحيث تنبعث منها إلكترونات (من خلال الانبعاث الحراري). حتى بطارية 9 فولت الصغيرة يمكن أن تشعل بشكل ملحوظ من خلال هذه الآلية في غرفة مظلمة. يشكل الهواء المتأين والبخار المعدني (من جهات الاتصال) البلازما التي تسد مؤقتًا الفجوة المتسعة. إذا سمح مصدر الطاقة والحمل بتدفق تيار كافٍ، فقد يتشكل قوس مستدام ذاتيًا. بمجرد تشكيل القوس، يمكن أن يمتد إلى طول كبير قبل كسر الدائرة. غالبًا ما تشكل محاولة فتح دائرة حثي قوسًا، لأن المحاثة توفر نبضة عالية الجهد كلما انقطع التيار. تجعل أنظمة التيار المتردد الانحناء المستدام أقل احتمالًا إلى حد ما، حيث أن العوائد الحالية تصل إلى صفر مرتين لكل دورة. يتم إطفاء القوس في كل مرة يمر فيها التيار عبر تقاطع صفري، ويجب أن يشتعل مجددًا خلال نصف الدورة التالية للحفاظ على القوس.
على عكس الموصل الأومي، تقل مقاومة القوس مع زيادة التيار. هذا يجعل الأقواس غير المقصودة في جهاز كهربائي خطيرة نظرًا لأن القوس الصغير يمكن أن ينمو بشكل كبير بما يكفي لإتلاف المعدات وبدء الحرائق في حالة توفر تيار كافٍ. تتطلب الأقواس المنتجة عن قصد، مثل المستخدمة في الإضاءة أو اللحام، بعض العناصر في الدائرة لتثبيت خصائص التيار / الجهد للقوس.

## الاستخدامات

### توزيع

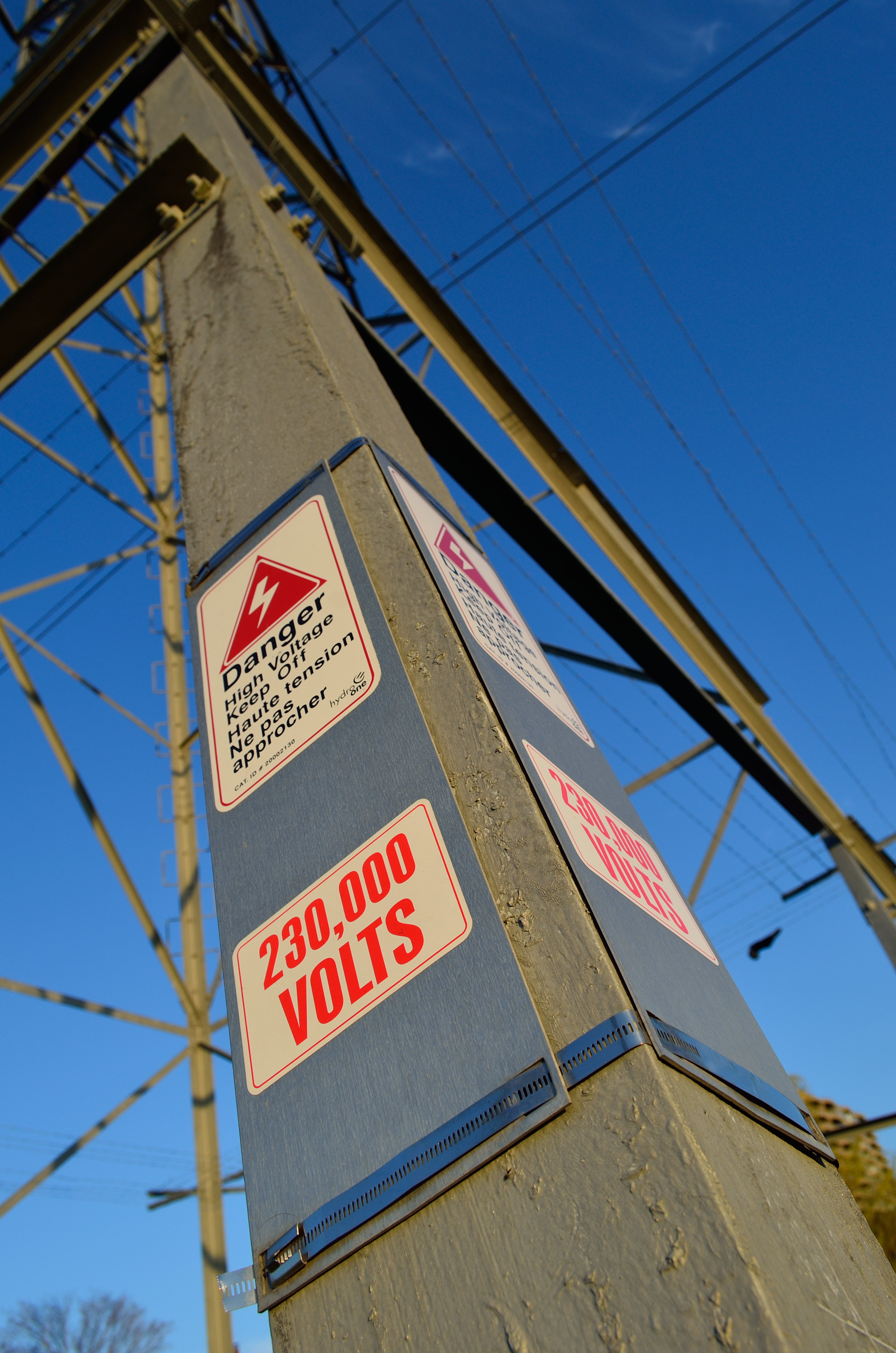
خطوط الكهرباء مع إشارة تحذير الجهد العالي.

عادةً ما تستخدم خطوط النقل والتوزيع الكهربائي للطاقة الكهربائية والجهود الفولتية بين عشرات ومئات الكيلوفولت. قد تكون الخطوط فوق أو تحت الأرض. يستخدم الجهد العالي في توزيع الطاقة لتقليل الفاقد الأومي عند نقل الكهرباء لمسافات طويلة.

### صناعي
يتم استخدامه في إنتاج أشباه الموصلات لرش طبقات رقيقة من الأغشية المعدنية على سطح الرقاقة. كما أنها تستخدم للتدفق الإلكتروستاتيكي لتغليف الأشياء بألياف صغيرة تقف على الحافة.

### علمي
تم استخدام فجوات الشرارة تاريخيا كشكل مبكر من أشكال الإرسال اللاسلكي. وبالمثل، يُعتقد أن تصريفات البرق في الغلاف الجوي لكوكب المشتري هي مصدر انبعاثات ترددات الراديو القوية على الكوكب.
تم استخدام الجهود الفولتية العالية في تجارب واكتشافات الكيمياء وفيزياء الجسيمات. تم استخدام الأقواس الكهربائية في عزل واكتشاف عنصر الأرجون من الهواء الجوي. تعمل ملفات الحث على تشغيل أنابيب الأشعة السينية المبكرة. استخدم موزلي أنبوب الأشعة السينية لتحديد العدد الذري لمجموعة مختارة من العناصر المعدنية بواسطة الطيف المنبعث عند استخدامه كأقطاب موجبة. يستخدم الجهد العالي لتوليد حزم إلكترونية للفحص المجهري. اخترع كوكروفت والتون مضاعف الجهد لتحويل ذرات الليثيوم في أكسيد الليثيوم إلى الهيليوم عن طريق تسريع ذرات الهيدروجين.

## السلامة

علامة الخطر الشهيرة في الكهرباء. تستعمل للدلالة على وجود جهد عالي.

تم تقييم الجهود فوق 50 فولت بأنها جهود خطرة على جسم الإنسان عند ملامستها للجلد وهي كافية لتمرير تيار صغير يتسبب في تحلل الدم وقتل الأنسجة وربما الموت. لهذا السبب توضع دائما إشارات تحذيرية خاصة في كل مكان به جهود تبدأ من هذه القيم فما فوق. هناك حالات تستدعي هذه الإشارات حتى عند 1 فولت تقريبا وهي الحالات التي يكون فيها مخزون طاقة عالي مثل البطاريات الصناعية والتي يمكن أن تعطي تيارا عند قصر الدائرة قد يصل إلى 500 أمبير وبالتالي يكمن الخطر غير المباشر في حدوث احتراق في المكان المحيط.
كما أن الجهود الفولتية أكبر من 50 المارة عبر جلد الإنسان الجاف غير المكسور في حدوث رجفان القلب إذا كانت تنتج تيارات كهربائية في أنسجة الجسم التي تمر عبر منطقة الصدر. يعتمد الجهد الذي يوجد عنده خطر الصعق الكهربائي على التوصيل الكهربائي لبشرة الإنسان الجافة. يمكن حماية الأنسجة البشرية الحية من التلف من خلال الخصائص العازلة للبشرة الجافة حتى حوالي 50 فولت. إذا تبلل الجلد نفسه، أو كانت هناك جروح، أو إذا تم تطبيق الجهد على أقطاب كهربائية تخترق الجلد، فحتى مصادر الجهد أقل من 40 يمكن أن تكون قاتلة.
قد يؤدي التلامس العرضي مع أي جهد كهربائي عالي يوفر طاقة كافية إلى إصابة خطيرة أو الوفاة. يمكن أن يحدث هذا عندما يوفر جسم الشخص مسارًا لتدفق التيار، مما يتسبب في تلف الأنسجة وفشل القلب. يمكن أن تشمل الإصابات الأخرى الحروق من القوس الناتج عن التلامس العرضي. يمكن أن تكون هذه الحروق خطيرة بشكل خاص إذا تأثر المجرى الهوائي للضحية. قد تحدث الإصابات أيضًا نتيجة القوى الجسدية التي يعاني منها الأشخاص الذين يسقطون من ارتفاع كبير أو يتم إلقاؤهم من مسافة بعيدة.
قد يكون التعرض للطاقة المنخفضة للجهد العالي غير ضار، مثل الشرارة الناتجة في مناخ جاف عند لمس مقبض الباب بعد المشي على أرضية مغطاة بالسجاد. يمكن أن يكون الجهد في نطاق ألف فولت، لكن متوسط التيار منخفض.
تشمل الاحتياطات القياسية لتجنب الإصابة العمل في ظل ظروف من شأنها تجنب تدفق الطاقة الكهربائية عبر الجسم، لا سيما عبر منطقة القلب، مثل بين الذراعين أو بين الذراع والساق. يمكن أن تتدفق الكهرباء بين موصلين في معدات الجهد العالي ويمكن للجسم إكمال الدائرة. لتجنب حدوث ذلك، يجب على العامل ارتداء ملابس عازلة مثل القفازات المطاطية، واستخدام الأدوات المعزولة، وتجنب لمس الجهاز بأكثر من يد في وقت واحد. يمكن أن يتدفق تيار كهربائي أيضًا بين المعدات والأرض. لمنع ذلك، يجب أن يقف العامل على سطح معزول مثل الحصائر المطاطية. يتم اختبار معدات السلامة بانتظام للتأكد من أنها لا تزال تحمي المستخدم. تختلف لوائح الاختبار حسب الدولة. يمكن لشركات الاختبار اختبار ما يصل إلى 300000 فولت وتقديم خدمات من اختبار القفازات إلى اختبار منصة العمل المرتفعة (أو EWP).

### توزيع
يمثل الاتصال بموصلات الخط أو الاقتراب منه خطر التعرض للصعق الكهربائي. قد يؤدي ملامسة الأسلاك العلوية إلى الإصابة أو الوفاة. السلالم المعدنية، والمعدات الزراعية، وصواري القوارب، وآلات البناء، والهوائيات الهوائية، والأشياء المماثلة كثيرًا ما تكون متورطة في اتصال مميت مع الأسلاك العلوية. كثيرًا ما يكون الأشخاص غير المصرح لهم الذين يتسلقون أبراج الطاقة أو الأجهزة الكهربائية ضحايا للصعق بالكهرباء. في الجهود الفولتية العالية جدًا للإرسال، حتى الاقتراب القريب يمكن أن يكون خطيرًا، حيث قد يتقوس الجهد العالي عبر فجوة هوائية كبيرة.
يمكن أن يشكل الحفر في كابل مدفون أيضًا خطرًا على العمال في موقع الحفر. قد تعمل معدات الحفر (سواء كانت أدوات يدوية أو آلية) التي تلامس كبل مدفون على تنشيط الأنابيب أو الأرض في المنطقة، مما يؤدي إلى صعق العمال القريبين بالكهرباء. قد يؤدي عطل في خط نقل عالي الجهد أو محطة فرعية إلى تدفق تيارات عالية على طول سطح الأرض، مما ينتج عنه ارتفاع محتمل للأرض يمثل أيضًا خطر حدوث صدمة كهربائية.
بالنسبة لخطوط النقل ذات الجهد العالي والجهد العالي، يستخدم الموظفون المدربون بشكل خاص تقنيات «الخط المباشر» للسماح بالتلامس العملي مع المعدات النشطة. في هذه الحالة، يتم توصيل العامل كهربائيًا بخط الجهد العالي ولكنه معزول تمامًا عن الأرض بحيث يكون في نفس الجهد الكهربائي مثل ذلك الخط. نظرًا لأن التدريب على مثل هذه العمليات طويل، ولا يزال يمثل خطرًا على الأفراد، فإن خطوط النقل المهمة جدًا فقط هي التي تخضع للصيانة أثناء الحياة. خارج هذه المواقف المصممة هندسيًا بشكل صحيح، لا يضمن العزل من الأرض عدم تدفق أي تيار إلى الأرض - حيث يمكن أن يحدث التأريض أو الانحناء إلى الأرض بطرق غير متوقعة، ويمكن للتيارات عالية التردد أن تحرق حتى شخص غير مؤرض. يعد لمس هوائي الإرسال أمرًا خطيرًا لهذا السبب، ويمكن لملف تسلا عالي التردد أن يحافظ على شرارة بنقطة نهاية واحدة فقط.
عادةً ما تمنع معدات الحماية الموجودة على خطوط النقل عالية الجهد تكوين قوس غير مرغوب فيه، أو تضمن إخماده في غضون عشرات الميلي ثانية. تم تصميم الأجهزة الكهربائية التي تقطع الدوائر عالية الجهد لتوجيه القوس الناتج بأمان بحيث يتبدد دون تلف. غالبًا ما تستخدم قواطع الدائرة ذات الجهد العالي انفجارًا من الهواء عالي الضغط، أو غازًا عازلًا خاصًا (مثل SF 6 تحت الضغط)، أو الغمر في الزيت المعدني لإخماد القوس عند كسر دائرة الجهد العالي.
تتطلب الأسلاك في معدات مثل أجهزة الأشعة السينية والليزر عناية. يتم الاحتفاظ بقسم الجهد العالي بعيدًا فعليًا عن جانب الجهد المنخفض لتقليل إمكانية تكوين قوس بين الاثنين. لتجنب الخسائر الإكليلية، يتم الاحتفاظ بالموصلات قصيرة قدر الإمكان وخالية من النقاط الحادة. في حالة العزل، يجب أن يكون الطلاء البلاستيكي خاليًا من فقاعات الهواء التي ينتج عنها تفريغ إكليلي داخل الفقاعات.

### مولدات كهرباء
الجهد العالي ليس بالضرورة خطيرًا إذا لم يتمكن من توصيل تيار كبير. على الرغم من الآلات الكهروستاتيكية مثل مولدات Van de Graaff وآلات Wimshurst التي تنتج الجهود الفولتية التي تقترب من مليون فولت، فإنها تقدم لدغة قصيرة. وذلك لأن التيار منخفض، مثل حركة عدد قليل نسبيًا من الإلكترونات. تحتوي هذه الأجهزة على كمية محدودة من الطاقة المخزنة، لذا فإن متوسط التيار الناتج منخفض وعادة ما يكون لفترة قصيرة، مع ذروة النبضات في 1 نطاق لمدة نانوثانية.
قد يتضمن التفريغ جهدًا عاليًا للغاية على مدى فترات قصيرة جدًا، ولكن لإنتاج رجفان القلب، يجب أن ينتج مصدر الطاقة الكهربائية تيارًا كبيرًا في عضلة القلب يستمر لعدة أجزاء من الثانية، ويجب أن يودع إجمالي الطاقة في نطاق مليجول أو أعلى. وبالتالي يمكن أن يكون التيار المرتفع نسبيًا عند أي شيء يزيد عن حوالي خمسين فولتًا مهمًا طبيًا وقد يكون قاتلًا.
أثناء التفريغ، تطبق هذه الآلات جهدًا عاليًا على الجسم لمدة جزء من المليون من الثانية أو أقل. لذلك يتم تطبيق تيار منخفض لفترة قصيرة جدًا، وعدد الإلكترونات المعنية صغير جدًا.

### لفائف تسلا
على الرغم من ظهور ملفات تسلا بشكل سطحي على غرار مولدات Van de Graaff، إلا أنها ليست آلات كهروستاتيكية ويمكنها إنتاج تيارات تردد لاسلكية كبيرة باستمرار. سيكون التيار الموفر لجسم الإنسان ثابتًا نسبيًا طالما تم الحفاظ على الاتصال، على عكس الآلات الكهروستاتيكية التي تستغرق وقتًا أطول بشكل عام لتكوين الشحنات، وسيكون الجهد أعلى بكثير من جهد انهيار جلد الإنسان. نتيجة لذلك، يمكن أن يكون إخراج ملف تسلا خطيرًا أو حتى قاتلًا.

### خطر فلاش القوس

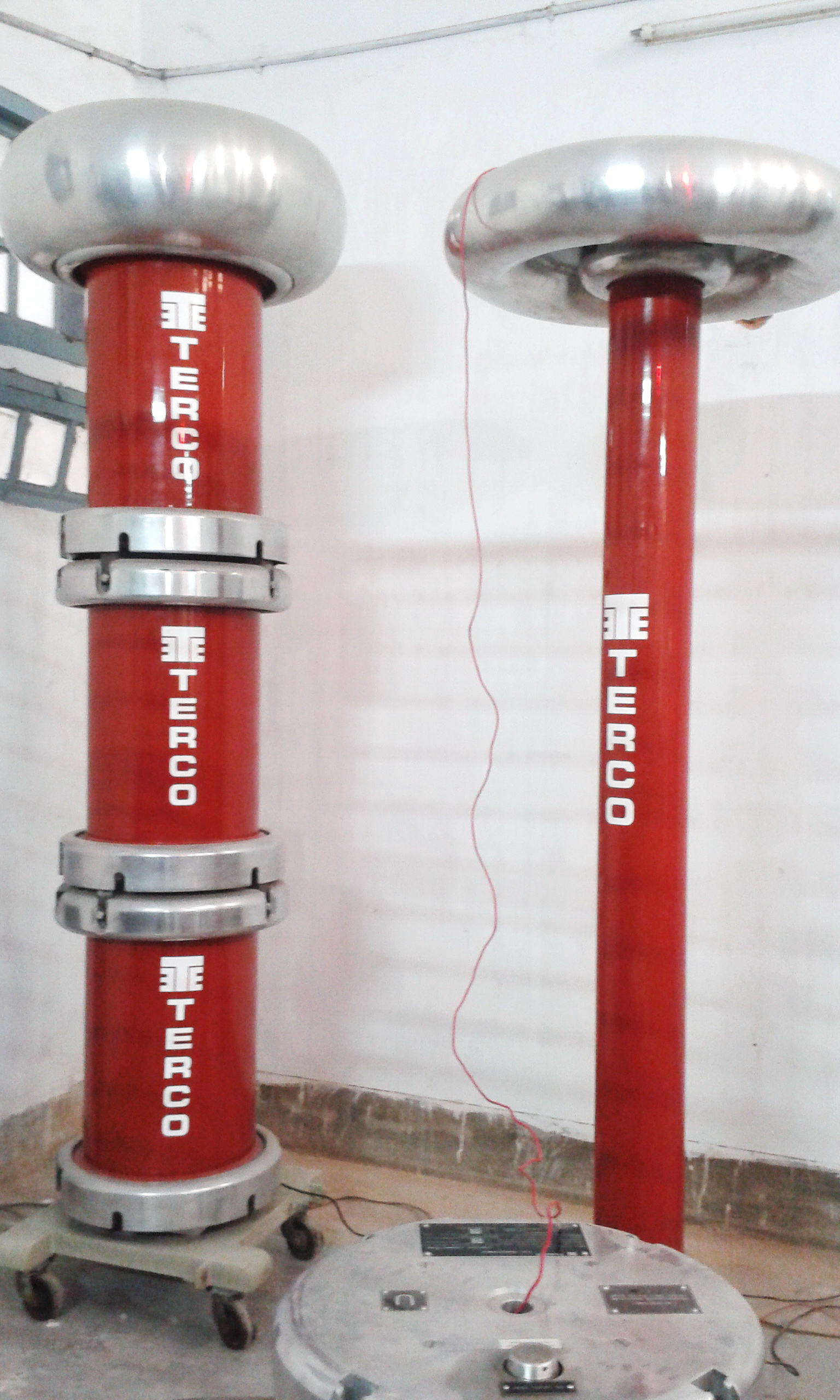
ترتيب اختبار الجهد العالي مع مكثف كبير ومحول اختبار

اعتمادًا على تيار الدائرة القصيرة المتوقع المتاح في مجموعة المفاتيح الكهربائية، يتم تقديم خطر على موظفي الصيانة والتشغيل بسبب إمكانية وجود قوس كهربائي عالي الكثافة. يمكن أن تتجاوز درجة الحرارة القصوى للقوس 10000 درجة كلن، ويمكن أن تتسبب الحرارة المشعة وتمدد الهواء الساخن والتبخر المتفجر للمعدن والمواد العازلة في إصابة العمال غير المحميين بإصابات خطيرة. توجد عادةً مجموعات المفاتيح الكهربائية ومصادر القوس عالية الطاقة في المحطات الفرعية لمرافق الطاقة الكهربائية ومحطات التوليد والمنشآت الصناعية والمباني التجارية الكبيرة. في الولايات المتحدة، نشرت الرابطة الوطنية للحماية من الحرائق معيارًا توجيهيًا NFPA 70E لتقييم وحساب خطر وميض القوس، وتوفر معايير للملابس الواقية المطلوبة لعمال الكهرباء المعرضين لمثل هذه المخاطر في مكان العمل.

### خطر الانفجار
يمكن للجهد العالي أن يكون سببا في إطلاق طاقة كافية لاشعال الجو المحاط بمواد مشتعلة وقد تكون النتائج مأساوية كالإنفجارات. لهذا السبب نجد في المنشأات الصناعية التشديد على توافر السلامة الجوهرية وواقيات الإنفجار.
مع العلم أنه في حالة الجهود الفولتية غير الكافية لتحطيم الهواء يمكن أن توفر طاقة كافية لإشعال الأجواء التي تحتوي على غازات أو أبخرة قابلة للاشتعال أو غبار معلق. على سبيل المثال، يمكن اشتعال غاز الهيدروجين أو الغاز الطبيعي أو بخار البنزين / البنزين الممزوج بالهواء بواسطة الشرر الناتج عن الأجهزة الكهربائية. ومن الأمثلة على المنشآت الصناعية ذات المناطق الخطرة مصافي البتروكيماويات والمصانع الكيماوية ومصاعد الحبوب ومناجم الفحم.
تشمل التدابير المتخذة لمنع مثل هذه الانفجارات ما يلي:
- السلامة الجوهرية عن طريق استخدام جهاز خاص مصمم للمنشأت المحتملة المخاطر بحيث لا يتراكم ما يكفي من الطاقة الكهربائية المخزنة لإحداث انفجار، وذلك بعد فحصها وخضوعها لاختبارات طاقة الإشتعال (طاقة غير كافية للتسبب في الاشتعال حتى عند انطلاق شرارة منها).
- زيادة السلامة والتي تنطبق على الأجهزة التي تستخدم تدابير مثل العبوات المملوءة بالزيت لمنع الشرر.
- حاويات مقاومة للانفجار (مقاومة للهب)، مصممة بحيث لا يتمكن انفجار داخل العلبة من الهروب وإشعال جو متفجر محيط (لا يعني هذا التعيين أن الجهاز يمكن أن ينجو من انفجار داخلي أو خارجي).

في السنوات الأخيرة، أصبحت معايير الحماية من مخاطر الانفجار أكثر اتساقًا بين الممارسات الأوروبية وأمريكا الشمالية. يستخدم نظام التصنيف «المنطقة» الآن في شكل معدل في الكود الكهربائي الوطني الأمريكي وفي الكود الكهربائي الكندي. تمت الموافقة الآن على جهاز الأمان الداخلي للاستخدام في تطبيقات أمريكا الشمالية.

### الغازات السامة
يمكن أن ينتج عن التصريفات الكهربائية، بما في ذلك التفريغ الجزئي والهالة، كميات صغيرة من الغازات السامة، والتي يمكن أن تشكل خطرًا على الصحة في مكان مغلق. وتشمل هذه الغازات المؤكسدات مثل الأوزون وأكاسيد النيتروجين المختلفة. يتم التعرف عليها بسهولة من خلال رائحتها المميزة أو لونها، وبالتالي يمكن تقليل وقت الاتصال. أكسيد النيتريك غير مرئي ولكن له رائحة حلوة. يتأكسد إلى ثاني أكسيد النيتروجين في غضون بضع دقائق، والذي يكون له لون أصفر أو بني محمر حسب تركيز ورائحة غاز الكلور مثل حمام السباحة. الأوزون غير مرئي ولكن له رائحة نفاذة مثل رائحة الهواء بعد عاصفة رعدية. إنه نوع قصير العمر وينقسم نصفه إلى O2 خلال يوم في درجات الحرارة العادية والضغط الجوي.
كما يمكن للتفريغ الكهربائي ان يكون مصحوبا بتحلل الجو المحيط وانبعاث غازات سامة تشكل خطرا يزداد في الأماكن المغلقة. من هذه الغازات الأوزون، أكاسيد النتروجين.

### برق
يعتبر البرق أكبر مصدر للشرارات الفائقة، ويمكن لشرارة برق واحدة أثناء التفريغ 30 إلى 50 كيلو امبير، وبطاقة كافية لانارة مصباح منزلي لأكثر من شهر. كما أن العواصف الرعدية لها جهد خيالي يصل لمليار فولت وتيار قد يصل لنصف مليون أمبير (طاقة كافية لانارة مصباح بقدرة 100 وات لمائة عام) على الرغم من اللحظات الزمنية التي تتم بلمح البصر. تكمن مخاطر البرق في قدرته التدميرية للمرتفعات ولتجنبها توضع مانعات صواعق فوق المرتفعات المسكونة مثل المباني، المنشأات الصناعية، بحيث تكون جيدة التوصيل للكهرباء وقادرة على امتصاص أكبر قدر من الشحنة وتمريرها إلى الأرض. عندما يتم تفريغ جهد عالي إلى الأرض كما في حالة البرق لاتستطيع الأرض امتصاص الشحنة ومعادلتها انيا وانما تستغرق بعض الوقت مما ينتج عنه خطر اخر وهو جهد الخطوة وهو جهد عالي موزع على الأرض لكل مترا طوليا في جميع الاتجاهات بسبب بقاء الأرضية المصابة بالبرق أو المفرغ فيها شحنة البرق مشحونة لفترة من الزمن. لهذا السبب يجب عدم ترك القدمين منفرجتين أثناء الصواعق بل يجب ضمهما قدر الإمكان لتجنب حدوث فرق جهد الخطوة الذي قد يمرر تيارا يمكن ان يمر عبر القدمين إلى القلب ليقتل في لحظات.
ومن الواضح أن الأخطار الناجمة عن الصواعق تشمل ضربة مباشرة على الأشخاص أو الممتلكات. ومع ذلك، يمكن أن يتسبب البرق أيضًا في حدوث تدرجات جهد خطيرة في الأرض، بالإضافة إلى نبضة كهرومغناطيسية، ويمكن أن يشحن أجسامًا معدنية ممتدة مثل كابلات الهاتف والأسوار وخطوط الأنابيب إلى الجهود الفولتية الخطيرة التي يمكن حملها على بعد أميال عديدة من موقع الضربة . على الرغم من أن العديد من هذه الأشياء ليست موصلة بشكل طبيعي، إلا أن الجهد العالي جدًا يمكن أن يتسبب في حدوث عطل كهربائي لهذه العوازل، مما يجعلها تعمل كموصلات. هذه الإمكانات المنقولة تشكل خطورة على الناس والماشية والأجهزة الإلكترونية. تؤدي الصواعق أيضًا إلى نشوب حرائق وانفجارات تؤدي إلى وفيات وإصابات وأضرار في الممتلكات. على سبيل المثال، في كل عام في أمريكا الشمالية، تبدأ آلاف حرائق الغابات بضربات البرق.

## تطبيقات
تشمل تطبيقات الجهد العالي أنابيب التفريغ، شبكات النقل الكهربائية، شبكات التوزيع الرئيسية، الأشعة السينية، الأقواس الكهربائية في توليد الشرارة لمحركات الاحتراق، مكبرات القدرة، وفي التطبيقات الصناعية مثل المحركات الكهربائية الضخمة وكذلك في أغراض علمية أخرى.

## وصلات داخلية
- تيار الجهد العالي المستمر.
- حث كهروسكوني.
- نقل الكهرباء.
- خط جهد عالي.

## روابط خارجية
- NFPA 70E : السلامة الكهربائية في مكان العمل، الولايات المتحدة الأمريكية.
- فصل السلامة الكهربائية من كتاب وسلسلة دروس في الدوائر الكهربائية المجلد 1 DC .